# Saint-Mitre-les-Remparts
Saint-Mitre-les-Remparts è un comune francese di 5 486 abitanti situato nel dipartimento delle Bocche del Rodano della regione della Provenza-Alpi-Costa Azzurra.

## Società

### Evoluzione demografica
Abitanti censiti